# Final Fantasy XIII
Final Fantasy XIII (яп. ファイナル ファンタジー XIII фаінару фантаджіі сатін) — японська рольова гра, розроблена і випущена компанією Square Enix для консолей PlayStation 3 і Xbox 360, є тринадцятою номерною частиною основної серії Final Fantasy. Японська версія вийшла в 2009 році, в 2010-му відбувся реліз для Північноамериканського і PAL-регіонів. Версія для Windows вийшла 9 жовтня 2014 року та стала доступна в Steam. Для iOS і Android гра стала доступна в Японії 9 квітня 2015 року.
Гра мала багато інновацій: швидкісну бойову систему з швидкою зміною спеціалізацій персонажів і унікальну систему розвитку героїв під назвою Кристарій. Незважаючи на нововведення, Final Fantasy XIII зберегла традиційні для серії елементи: використання в бою призивних істот, подорожі на їздових птахах чокобо і на борту повітряних кораблів.
Сюжет гри в більшій своїй частині розгортається на високотехнологічному планетóїді під назвою Кокон (Cocoon), який висить над поверхнею планети Гран Пульс (Gran Pulse). Уряд планетóїда, Санктум (Sanctum), депортує вниз своїх громадян, запідозрених у зв'язку з Пульсом. Жінка-солдат під кодовим ім'ям Блискавка кидає владі виклик і бореться з нею, щоб врятувати свою сестру, обрану богами Пульсу для здійснення своїх планів, через що та стала ворогом Кокона. Незабаром до неї приєднуються інші персонажі, і всі вони стають такими ж обраними для виконання невідомої наперед мети. Герої протистоять Санктуму, намагаючись з'ясувати своє призначення. Відомо лише, що в разі виконання завдання вони перетворяться на кристалічні статуї і так отримають вічне життя, у разі провалу — стануть дикими чудовиськами.
Розробка тринадцятої частини почалася в 2005 році, анонс відбувся роком пізніше на виставці Electronic Entertainment Expo. Final Fantasy XIII є першою і ключовою грою підсерії Fabula Nova Crystallis Final Fantasy, яка включає ще кілька схожих найменувань, об'єднаних спільною міфологією. Крім того, це перша гра Square Enix на ігровому рушії Crystal Tools. Засоби масової інформації зустріли гру переважно з похвалою, позитивно відзначивши графіку, подачу подій і бойову систему; змішаних відгуків удостоїлися лише неоднозначний сюжет і високий ступінь лінійності. Станом на травень 2010 року світові продажі склали 5,5 млн копій — у порівнянні з іншими частинами серії це найшвидша реалізація за такий короткий відрізок часу. Наприкінці 2011 року компанія випустила сіквел під назвою Final Fantasy XIII-2. В 2013 вийшла гра, яка завершує події обох попередніх — Lightning Returns: Final Fantasy XIII.

## Ігровий процес

### Основи
Гравець безпосередньо управляє персонажем на екрані в перспективі від третьої особи, в ході проходження спілкується з іншими персонажами, взаємодіє з об'єктами і б'ється з супротивниками. Камера огляду при цьому вільно обертається в будь-яку сторону на 360° навколо керованого героя. Світ Final Fantasy XIII пропорційний до поміщених в нього персонажів, на відміну від попередніх частин серії, де навколишня обстановка, переважно відображалася більш чи менш схематично, або в мініатюрі. Герої пересуваються по світу пішки або верхи на птахах чокобо, збереження прогресу гри здійснюється в спеціально відведених місцях, так званих «станціях збереження», за допомогою яких можна також придбати предмети і удосконалити зброю. Наявна і внутрішньоігрова база даних з інформацією про події навколишнього світу і поступово заповнюваним бестіарієм.

### Бойова система
Бойова система представлена Command Synergy Battle з можливістю зміни так званих парадигм і шкалою Active Time Battle, розділеної на чотири частини. У правому нижньому кутку показуються імена персонажів і їх ролі.
Як і у випадку Final Fantasy XII, всі противники показані на локаціях, тому гравець на свій розсуд може або напасти на них, або спробувати обійти, уникнувши, таким чином, битви. У разі зіткнення противника з персонажем гра з режиму подорожі переходить в режим битви — цим геймплей відрізняється від безперервної подорожі у дванадцятій частині і нагадує Final Fantasy X. Використану тут бойову систему розробники назвали Command Synergy Battle (CSB), по суті вона є дещо зміненим варіантом традиційної Active Time Battle (ATB), яка регулярно використовується ще з часів Final Fantasy IV. Гравець, як і раніше, задає команди за допомогою спливного меню інтерфейсу з пунктами: атакувати фізичним ударом, магією або застосувати предмет. Але суттєва відмінність полягає в тому, що під контролем знаходиться тільки один персонаж, тоді як двоє інших управляються штучним інтелектом. Кожна дія займає на шкалі ATB певну кількість слотів, шкала, у свою чергу, поступово заповнюється, і по мірі її заповнення персонаж виконує команди. Спочатку доступні тільки два слоти, але з часом їх кількість зростає до шести. Гравець не обов'язково повинен використовувати всі наявні слоти, крім того, заповнення шкали завжди можна зупинити, тим самим змусивши персонажа виконувати ті команди, для яких вистачає даного значення ATB. Є можливість переключити битву в автоматичний режим, при цьому шкала буде заповнюватися сама з урахуванням заздалегідь встановлених команд. Під час подорожі героям не потрібно лікування і будь-які цілющі предмети, оскільки після кожної битви рівень їх здоров'я автоматично відновлюється до максимальних значень.
Система парадигм дозволяє задати для кожного персонажа певну роль, відповідно до якої він буде поводити себе під час битви. Всього доступні шість таких ролей: прямолінійно атакуючий «командос», «руйнівник», який використовує чорну (руйнівну) магію, «санітар», який використовує білу (підтримуючу) магію, призначений для ослаблення ворогів «диверсант», здатний посилювати союзників «синергист» і «страж», який володіє захисними здібностями. Спочатку персонажу доступні тільки три ролі, але з розвитком історії герої отримують можливість вибрати будь-які ролі з перерахованих, проте з дещо обмеженою комплектацією здібностей. Зміна парадигм — це єдиний спосіб хоч якось вплинути на двох інших персонажів, що знаходяться під контролем штучного інтелекту. Набір парадигм встановлюється гравцем заздалегідь в режимі подорожі, і не може бути змінений в ході битви.

### Ейдолони
З розвитком сюжету з'являється можливість прикликати в битву істот Ейдолонів. Відповідно до антуражу гри, більше наближеного до наукової фантастики, аніж до фентезі, Ейдолони мають вигляд високотехнологічних механічних істот. Ці могутні істоти, в числі яких традиційні для серії Одін, Шива, Олександр і Багамут, а також дві нових, Гекатонхейр і Брюнхільда, за своєю природою подібні до фал'сі і створені богинею Етро для допомоги людям. За призовом одного з персонажів вони з'являються під час битви і протистоять ворогам замість групи протагоністів. Під час такого бою гравець може додатково активувати режим гештальта (англ. Gestalt Mode), у якому Ейдолон трансформується в свою альтернативну форму і б'ється разом з персонажем, який його прикликав. Наприклад, Шива представлений у вигляді двох людиноподібних істот, які а режимі гештальта об'єднуються в бойовий мотоцикл. Ейдолони займають важливе місце в сюжеті, і кожен з них закріплений за конкретним героєм.
- Одін (Odin) — стилізований під воїна зі щитом і алебардою, здатний перетворюватися на коня Слейпніра (Sleipnir)[10]; прикликається Блискавкою.
- Шива (Shiva) — сестри-близнюки, яких звуть Нікс і Стірія, разом утворюють мотоцикл. У нормальному режимі, Нікс концентрується на ролі командос, а Стірія на ролі медика і руйнівника; прикликаються Сноу.
- Гекатонхейр (Hecatoncheir) — багаторукий гігант, у режимі гештальта трансформується в меха з чотирма кулеметами; прикликається Ваніллю.
- Брюнхільда (Brynhildr) — ейдолон у вигляді жінки-воїна, здатний трансформуватися в автомобіль з кулеметами; прикликається Сажем.
- Олександр (Alexander) — стилізований під короля у важких обладунках, здатний перетворитися на нерухому фортецю, яка обгороджує один край поля битви; прикликається Хоупом.
- Бахамут (Bahamut) — драконоподобна прямоходяча істота, здатна перетворюватися на літак; прикликається Фанг.

У грі також наявні призивні істоти, над якими гравець не має контролю, серед них: Ейдолони Пульсу
- Іфрит (Ifrit)
- Рагнарок (Ragnarok)

Ейдолони Кокона
- Карбункул (Carbuncle)
- Сирена (Siren)
- Валефор (Valefor)
- Раму (Ramuh).

### Кристаріум
Система розвитку персонажів отримала назву Кристарій абож Кристаріум (англ. Crystarium), в концептуальному плані вона нагадує «сітку сфер» з десятої частини. За умовами цієї системи кожен кристал в Кристарії представляє одну з шести парадигм і поділений на десять рівнів. Рівні, в свою чергу, представляють різні бонуси до параметрів персонажа, такі як підвищення максимального рівня здоров'я, сили, додавання в арсенал нових здібностей і дозволів екіпірувати додаткові аксесуари. Розвиток в певну сторону відбувається за допомогою використання Очок Кристарію (англ. Crystarium Points), які заробляються в битвах з ворогами, накопичуючись після кожної перемоги. Спочатку гравцеві доступний не весь Кристарій, а лише невелика його частина, — доступ до нових кристалів і рівнів відкривається після певних сюжетних подій.

## Сюжет

### Сетинг
Світ Final Fantasy XIII являє собою великі території планети під назвою Пульс, проте велика частина подій відбувається всередині літаючого у небі планетоїда Кокон, який управляється теократичним урядом під назвою Санктум. Пульс і Кокон контролюються фал'сі (fal'Cie), механічними істотами, яких люди вважають богами, кожна істота має в своїй основі кристал, а сконструював їх, як свідчать легенди, загадковий Творець, що одного разу покинув світ. Фал'сі Кокону підтримують планетоїд у повітрі, забезпечують населення водою, їжею і електрикою — у кожного з них є своє певне призначення. Крім того, фал'сі мають здатність обирати людей, що живуть як у Пульсі, так і в Коконі, своїми помічниками. Обрані, звані л'сі (l'Cie), відзначаються спеціальним символом на тілі і мають «фокус» — завдання, яке обов'язково повинні виконати. Якщо л'сі вчасно справляється з завданням, він перетворюється на кристал і, згідно з легендами, отримує таким чином вічне життя. Втім, фал'сі за потреби можуть повернути їм людський вигляд; в протилежному випадку, не виконавши покладеного на неї завдання, людина стає божевільним чудовиськом сі'т (Cie'th). Л'сі не мають чіткого уявлення про свій фокус і повинні орієнтуватися на нечіткі видіння.
За кілька сотень років до початку подій гри між Пульсом і Коконом розгорнулася масштабна війна. В ході протистояння л'сі Пульсу несподівано атакували Кокон і загальними зусиллями спричинили на ньому істотні руйнування, тим самим виконавши своє призначення, після чого перетворилися на кристали. Протягом багатьох років жителі Кокона відновили свій планетоїд, але з тих пір перебувають в постійному страху повторного нападу — цим страхом для здобуття влади скористалася організація Санктум. Вони створили два воєнізованих підрозділи, правоохоронний Захисний корпус і PSICOM, спеціальні війська, що спеціалізуються на зовнішній загрозі з боку Пульсу. Фал'сі забезпечують людей високотехнологічними розробками, у розпорядженні цивілізації перебувають повітряні кораблі, складні механічні пристосування і робототехнічні істоти, а також своєрідна магія. Магія доступна л'сі, фал'сі і численним монстрам, хоча застосовувати заклинання можуть і деякі звичайні люди.

### Персонажі
Ігрові персонажі:
- Блискавка (англ. Lightning, яп. ライトニング Raitoningu) (справжнє ім'я Клер Фаррон, англ. Claire Farron) — колишня військовослужбовиця та старша сестра Сери. Клер почала називати себе «Блискавкою» після смерті батьків, розраховуючи таким чином порвати зі своїм минулим. Служила в Гвардійському Корпусі Полку Безпеки Бодуму, де отримала звання сержанта і була відряджена на офіцерські курси, але все менше уваги приділяла сестрі.
- Сноу Вільєрс (англ. Snow Villiers, яп. スノウ・ヴィリアース Sunō Viriāsu) — наречений Сери і лідер повстанського угрупування.
- Оерба Діа Ваніль (англ. Oerba Dia Vanille, яп. ヲルバ＝ダイア・ヴァニラ Woruba-Daia Vanira) (повне ім'я звучить як «Ваніль клану Діа, з селища Оерба») — оповідачка історії. Ставши жертвою Чистки, Ваніль об'єднується з Хоупом і його матір'ю Норою. За 600 років до основних подій фал'сі Пульсу Аніма дав Ванілі і Фанг завдання знищити Кокон. Зглянувшись над народом Кокона, богиня Етро втрутилася і кристалізувала Фанг і Ваніль, перш ніж вони могли б закінчити свою місію.
- Оерба Юнь Фанг (англ. Oerba Yun Fang, яп. ヲルバ＝ユン・ファング Woruba-Yun Fangu) — л'сі з Пульсу, яка співпрацює з військами Санктуму.
- Саж Кацрой (англ. Sazh Katzroy, яп. サッズ・カッツロイ Sazzu Kattsuroi) — 40-арічний пілот цивільної авіації і батько маленького хлопчика на ім'я Даж (Dajh).
- Хоуп Естейм (англ. Hope Estheim, яп. ホープ・エストハイム Hōpu Esutohaimu) — 14-ирічний тінейджер, який страждає через загибель матері.

Ключові неігрові персонажі:
- Галент Дізлі (англ. Galenth Dysley, яп. ガレンス・ダイスリー Garensu Daisurī) — глава Санктуму і головний фал'сі Кокона.
- Сід Рейнес (англ. Cid Raines, яп. シド・レインズ Shido Rainzu) — бригадний генерал армії Санктуму, який в глибині душі не довіряє своєму уряду. Взяв до себе Фанг з метою, скориставшись її допомогою, знайти інших л'сі.
- Сера Фаррон (англ. Serah Farron, яп. セラ・ファロン Sera Faron) — молодша сестра Блискавки і кохана Сноу. Незадовго до основних подій гри посварилася з сестрою через те, що та була проти її шлюбу зі Сноу і не повірила словам Сери про те, що стала л'сі.

### Історія
Сюжет гри починається в Коконі, в зав'язці відбувається так звана «Чистка», в ході якої уряд Санктум депортує донизу всіх людей, так чи інакше пов'язаних із Пульсом. Колишня військовослужбовиця Блискавка разом з досвідченим чорношкірим пілотом Сажем намагається зірвати депортацію, оскільки серед вигнанців — її рідна сестра Сера. Одночасно з цим лідер повстанців Сноу, заручившись підтримкою однодумців, веде бій проти урядових військ, щоб врятувати ні в чому невинних людей від вигнання, особливо Серу, яку кохає і хоче одружитися з нею, але яка має мітку л'сі. Рейс поїзда з депортованими успішно зірваний, але в ході битви гинуть кілька людей, в тому числі мати підлітка Хоупа — його втішає інша дівчина з поїзду на ім'я Ваніль. Персонажі впевнені, що зняти з Сери мітку л'сі може тільки фал'сі Аніма, який наклав її. Тож вони приводять Серу до Аніми, але Сера, попросивши героїв врятувати Кокон, неочікувано виконує свій фокус і перетворюється на кристал. Спантеличені герої атакують Аніму, і ця істота перетворює їх самих у л'сі, що супроводжується руйнуваннями навколо. Після цього герої отямлюються серед кристалічних печер всередині Кокона. Всі спостерігали одне й те ж видіння, в якому бачили монстра Рагнарока і руйнування Кокона. Після роздумів про неоднозначну природу свого фокуса, група знаходить кристалізовану Серу, вплавлену в кристалізоване озеро. Сноу залишається разом з коханою, тоді як решта вирушають далі на пошуки виходу.
Незабаром Сноу знаходять урядові війська і забирають на повітряний корабель Захисного корпусу, що перебуває під командуванням опозиційно налаштованих Сіда та Фанг. Решті персонажів вдається врятуватися від підрозділів PSICOM, проте в ході бомбардування вони розділилися на дві групи: Хоуп і Блискавка пішли в портове містечко Палумполум, в той час як Саж і Ваніль взяли курс на розважальний парк Наутілус. Хоуп винить в смерті своєї матері Сноу і ставить собі за мету помститися йому. Паралельно Саж розповідає Ваніль про свого шестирічного сина, який за випадковим збігом обставин був перетворений на л'сі і викрадений урядом для досліджень. Санктум оголошує полювання на л'сі богів Пульсу, які містяться в Коконі і збирається винести їм усім смертний вирок. Сід, намагаючись запобігти вбивствам, посилає Сноу та Фанг на пошуки інших обраних — в результаті пошуків вони виявляють Блискавку і Хоупа, допомагаючи їм врятуватися. Фанг розповідає, що разом з Ваніль вони вже давно є л'сі Пульсу. Багато років тому вони виконали своє призначення і перетворилися на кристали, проте 13 днів тому несподівано знову повернулися в людську форму. Хоуп вичікує зручний момент для вбивства Сноу, але той рятує його від бомбардування, і юнак відмовляється від свого плану помсти. Група евакуюється з міста за допомогою повітряного корабля Сіда. Тим часом Ваніль зізнається Сажу, що його син, Даж, був перетворений на л'сі через неї, потім їх заарештовують сили PSICOM і беруть на борт свого повітряного корабля.
Інші герої здійснюють спробу нападу на PSICOM і рятують Сажа з Ваніль, також відбувається зустріч з Галентом Дізлі, священним правителем Санктуму, який насправді виявляється не людиною, а фал'сі Бартанделусом. Він пояснює суть загального фокуса персонажів — вони повинні злитися в монстра Рагнарока — єдину істоту, здатну знищити фал'сі на ім'я Орфан, який підтримує Кокон в невагомому стані. Персонажі сумніваються в правдивості його слів, адже знищення Орфана неминуче призведе до падіння Кокона на поверхню Пульсу і загибелі всіх людей, які його населяють. Група продовжує подорож і незабаром дізнається від Сіда про справжні наміри фал'сі — вони вірять, що повинні забезпечити повернення свого Творця, який покинув цей світ багато століть тому. Здійснитися це повинно при одночасній загибелі великої кількості людей. Самі вони запрограмовані на те, що не можуть зруйнувати Орфана і завдати будь-якої шкоди Кокону, тому використовують як маріонеток людей. Сід вирішує запобігти катастрофі вбивством героїв, але перетворюється на кристал, що свідчить про його користь в майбутньому. Ваніль та Фанг зізнаються, що масштабні пошкодження Кокона, залишені війною з Пульсом 500 років тому, — це їхня вина, і фокус з тих пір не змінився — стати Рагнароком і перемогти Орфана. Персонажі спускаються на простори Пульсу і відвідують руїни Оерби, рідного міста Ваніль та Фанг, в надії відшукати спосіб врятувати свій дім. Зазнавши невдачі, група знову зустрічається з Бартанделусом, який, набувши подоби Сери, намагається переконати їх знищити Кокон. Він розповідає, що за час відсутності героїв оживив Сіда і дозволив йому зайняти посаду глави Санктуму, щоб посіяти в Коконі хаос і в ході державного перевороту примусити війська атакувати Орфана.
Команда персонажів, прагнучи запобігти катастрофі, повертається в Кокон. Солдати Захисного корпусу до цього часу за велінням фал'сі перетворилися на сі'т, ситуація вийшла з-під контролю, і Кокон поринув у хаос. Герої вступають у сутичку з Бартанделусом і перемагають його. Проте це пробуджує Орфана, який провокує їх напасти і вбити його. Побачивши, що ті налаштовані врятувати Кокон, він насилає на всіх видіння, де нібито Блискавка, Саж, Сноу і Хоуп перетворилися в монстрів сі'т і провалили свій фокус. Від Фанг він вимагає негайно стати Рагнароком і тоді він врятує її друзів. Дівчина намагається це зробити, але для повного перетворення потрібна Ваніль, яка категорично відмовляється від участі в трансформації. Орфан все ще надіється, що Ваніль погодиться, катуючи на її очах Фанг. Тоді, пересиливши ілюзії, герої повертаються до бою та приходять до висновку, що їхній істинний фокус саме врятувати Кокон, але також через вбивство Орфана. Вбивши Орфана, четверо персонажів виконують своє призначення і перетворюються на кристали, тоді як Ваніль, побоюючись загибелі багатьох людей, все-таки погоджується стати Рагнароком аби обернути його руйнівну силу на порятунок. Кокон тим часом знеструмлюється і наближається до Пульсу, його міста руйнуються, а поверхня розплавляється від тертя об повітря. Утворена після злиття Фанг і Ванілі гігантська істота Рагнарок кидається в лаву і формує між двома світами колосальну кристалічну колону, завдяки якій Кокон утримується високо в небесах. Таким чином Рагнарок не знищує, а рятує його.
Персонажі отямлюються на поверхні Пульсу, в людській подобі і без міток л'сі. Вцілілі люди з Кокону переселяються на поверхню Пульсу. В заключних сценах показується як Блискавка нарешті зустрічається з Серою і починає вибачатися перед нею, але її перериває Сноу, нагадуючи про те, що їм «потрібно готуватися до весілля». Саж обіймає свого сина, а Ваніль з Фанг, існуючи тепер у колоні Кокона у вигляді кристалів, розмірковують про його відродження.

### Final Fantasy XIII— Епізод I
Після виходу гри була випущена новела Final Fantasy XIII Episode I за авторством Юн Ейшима (Jun Eishima), яка розповідає про події після фіналу.
Більшість населення Кокона вижила і вирішила будувати місто на поверхні Пульсу. Блискавка клянеться знайти спосіб витягнути Фанг і Ваніль із кристальної колони. Вона вважає, що відповідь міститься десь на Гран Пульсі, де також могли б бути інші вцілілі жителі. Вважаючи, що шлях буде довгим і важким, Блискавка переконується, що Сера знаходиться під надійним захистом Сноу, і вирішує виконати це завдання самотужки, оскільки ні Сера, ні будь-хто інший не зможуть супроводжувати її, будучи зайняті своїми новими обов'язками.
В ході подорожі Блискавку раптово огортає темрява, вона опиняється в місці без звуків і кольорів, де втрачає відчуття часу. На запитання де вона знаходиться, Блискавка не отримує відповіді, її голос губиться в темряві. Таким чином новела завершує Final Fantasy XIII і починає події Final Fantasy XIII-2.

## Розробка

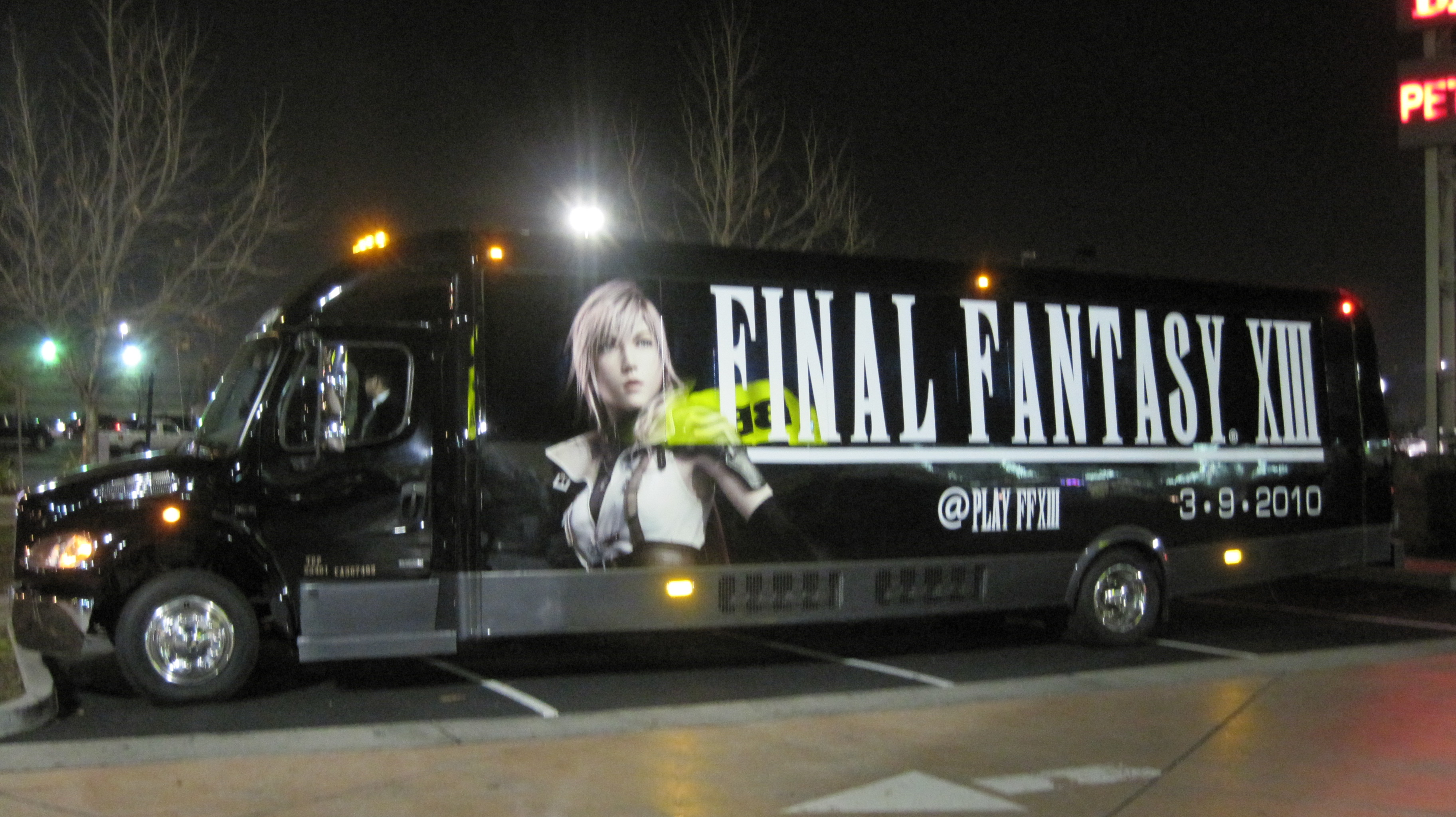
Реклама гри у Каліфорнії 2010 року

Робота над Final Fantasy XIII почалося в 2005 році, причому спочатку цільової платформою була обрана PlayStation 2. Однак після того, як позитивних відгуків удостоїлося спеціально зроблено технічне демо на тему Final Fantasy VII, компанія прийшла до рішення випустити гру для приставки PlayStation 3 і взялася за розробку ігрового рушія Crystal Tools, який планувалося використовувати в багатьох інших проектах Square Enix для консолей сьомого покоління. Наявний рушій, за задумом функціонерів компанії, повинен був істотно прискорити процес розробки, але насправді проект тільки загальмувався, оскільки програмістам довелося підганяти Crystal Tools під інші заплановані до виробництва ігри. Вперше тринадцята частина була показана громадськості в 2006 році на виставці Electronic Entertainment Expo. Продемонстрований трейлер містив лише концептуальні начерки і абсолютно не стосувався ігрового процесу — автори на той момент не мали ні найменшого уявлення про геймплеї своєї гри. Одночасно з цим були анонсовані Final Fantasy Versus XIII для PlayStation 3 і Final Fantasy Agito XIII для портативного пристрою PlayStation Portable, пізніше перейменована в Final Fantasy Type-0 (назву Final Fantasy Agito отримало її продовження), — ці три гри в сукупності склали компіляцію Fabula Nova Crystallis Final Fantasy, об'єднану спільною міфологією. Пізніше розробники відзначили, що ігри, хоч і пов'язані тематично, в плані сюжету не мають між собою практично нічого спільного. Також відомо, що деякі співробітники з авторського складу Versus XIII час від часу переключалися на номерну тринадцяту частину.
Обов'язки між розробниками Final Fantasy XIII чітко розподілилися, одні співробітники відповідали за конкретні ігрові зони, інші — за спеціальним завданням моделювали конкретних персонажів. Фізичні моделі локацій створювалися окремо один від одного, після завершення якої-небудь однієї ігрової території, інша вибудовувалася з нуля, без використання напрацювань попередніх локацій. Деякі із задіяних авторів раніше вже брали участь у роботі над іграми серії. Так, режисер Мотому Торіяма відомий по Final Fantasy X і X-2; продюсер Есінорі Кітасе безперервно займався «Останніми фантазіями» з п'ятої частини по восьму, а також продюсував Final Fantasy X і X-2, головний дизайнер персонажів Тецуя Номура займав цю ж посаду у випадку VII, VIII, X і X-2; відповідальний за бойову систему Тосіро Цутіда вже мав такий досвід під час виробництва десятої частини. Оскільки гра повинна була стати першою Final Fantasy для PlayStation 3, компанія прагнула втілити в ній щось зовсім нове, подібно сьомий і десятий частинам, які теж відкривали для серії нові консолі і продемонстрували, порівняно з попередніми іграми, істотні інновації. Продюсери з самого початку націлилися на світові продажі в п'ять мільйонів копій і планували бюджет виходячи з цієї кількості. Торіяма хотів зробити з гри "абсолютну однокористувацьку RPG, а сюжет бачив «драматичною історією, заснованою на почуттях персонажів». Концепція бойової системи Цутіда, який раніше прославився створенням тактичної серії Front Mission, має стратегічну природу, коли герої діють на основі продуманих і заздалегідь встановлених команд. За вказівкою керівництва Square Enix, битви мали виглядати такими ж видовищними, як і в анімаційному фільмі Остання фантазія 7: Діти пришестя..

Торіяма задумав Блискавку як жіночого персонажа нового типу, з більш атлетичним тілом і менш жіночним характером в порівнянні з іншими героїнями серії. Даючи завдання художнику, Тецуо Номура, він попросив зробити її одночасно «сильною і красивою», «щось на зразок жіночої версії Клауда Страйфа з Final Fantasy VII». З початком розробки гри було виконано безліч дизайнів, причому деякі з них розроблялися іншими учасниками виробничої команди. Перші начерки представляли її блондинкою азійської зовнішності, пізніше Номура вирішив зробити Блискавку «серйозною», «невблаганною», «безжальною» і якоюсь мірою «індивідуалістичною» особистістю, щоб її характер контрастував з іншим персонажем гри — запальним і непостійним Сноу Вільерсом. Підсумковий концептуальний малюнок вийшов менш азійським, ніж спочатку планувалося, і, оскільки блондином вже був Хоуп Естейм, Блискавка отримала волосся рожевого кольору. Фанг спочатку була чоловіком, проте пізніше, з формуванням інших дизайнів, стать персонажа вирішили поміняти на жіночу. За словами Кітасе, кожен антагоніст повинен був володіти своєю власною мотивацією і діяти у відповідності зі своїми переконаннями незалежно від інших антагоністів.

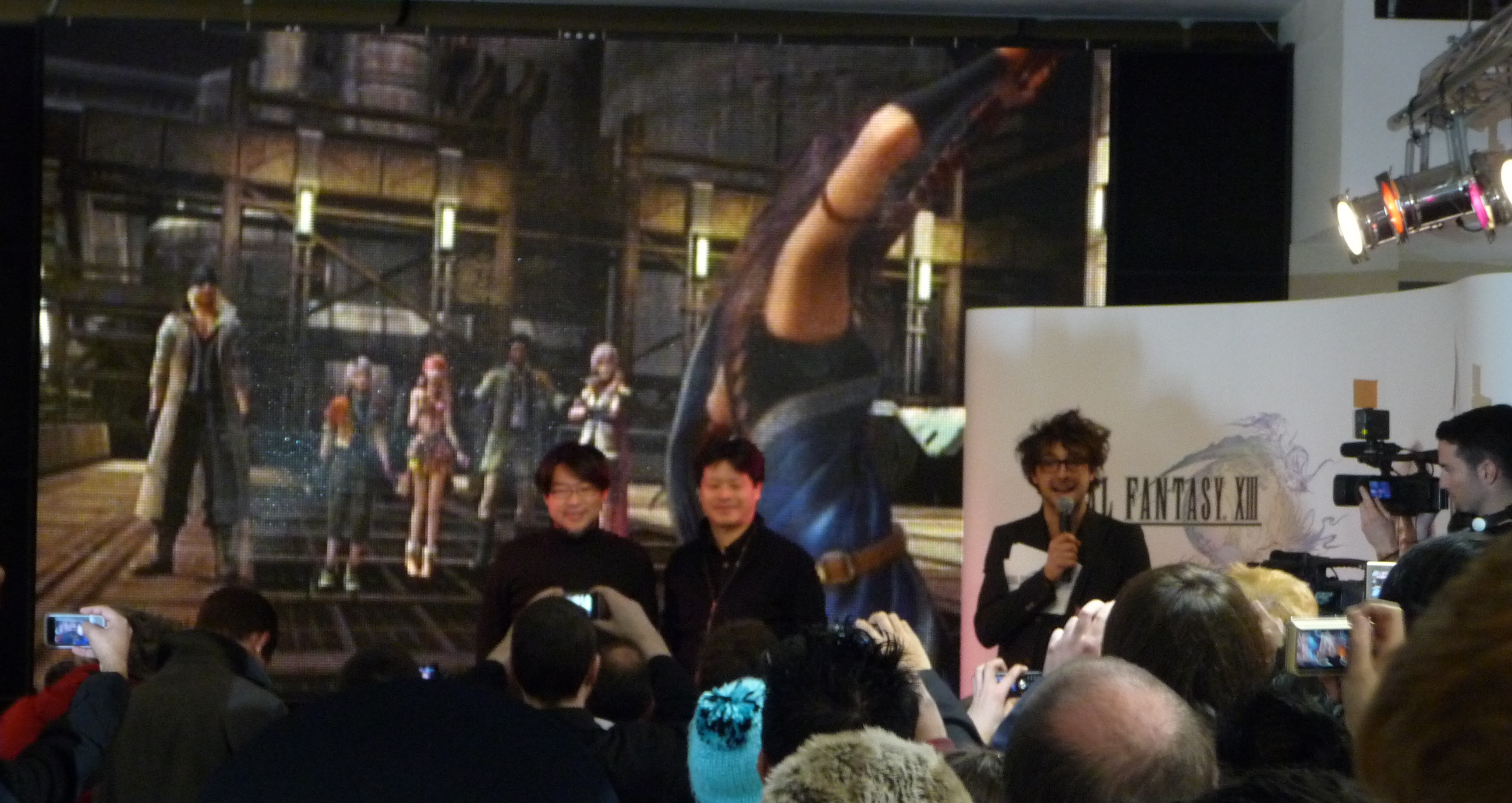
Фото з презентації гри

Художній керівник Ісаму Камікокуре повідомляв про значне скорочення сценарію. З метою зменшення тривалості ігрового процесу і займаного на носії місця було видалено багато напрацьованих об'єктів, такі, наприклад, секретна база повстанців і повністю змодельований будинок Блискавки. За його словами, вирізаного матеріалу вистачило б на ще одну таку ж гру. Торіяма зазначав, що скорочення відбувалися в різний час на різних етапах розробки, а від деякого контенту довелося відмовитися буквально перед релізом. На відміну від попередніх частин серії, тут відсутні будь населені пункти, доступні для дослідження, — режисер говорив в інтерв'ю з цього приводу, що втілити вільні для переміщення локації виявилося практично неможливо при такій високій якості графіки, тому таких вирішили не робити. Торіяма припускав поширення завантаження контенту з додатковими локаціями, зброєю і квестами, проте згодом, коли стало відомо про портування гри на приставку Xbox 360, йому довелося відмовитися від цієї ідеї, оскільки випуск доповнень одночасно для двох консолей здався розробникам кілька скрутним.
16 квітня 2009 з'явилася можливість зіграти в демо-версію, яка поширювалася в Японії на дисках з фільмом Final Fantasy VII: Advent Children Complete. Торіяма пояснив, що випуск демо, спочатку не запланований, відбувся через бажання розробників зрозуміти, як гра виглядає в очах гравців і чого їй не вистачає. Критичні відгуки допомогли скоординувати роботу і витратити час, що залишився, з максимальною користю. Оскільки гра одночасно орієнтована і на західну, і на японську аудиторії, були створені кілька фокус-груп спеціально для різних регіонів. Англомовна локалізація почалася ще в процесі виробництва оригінальної японської версії, компанія пішла на цей крок, щоб до мінімуму скоротити розрив між датами релізу.
9 квітня 2015 року Final Fantasy XIII стала доступна для iOS і Android, але тільки в Японії. Вона працює шляхом хмарних обчислень: гравець повинен завантажити додаток (близько 20 МБ), а всі обчислення відбуваються на серверах G-Cluster, передаючи на екран лише зображення. Елементи керування мають вигляд кнопок геймпада.

## Реліз і супутні товари

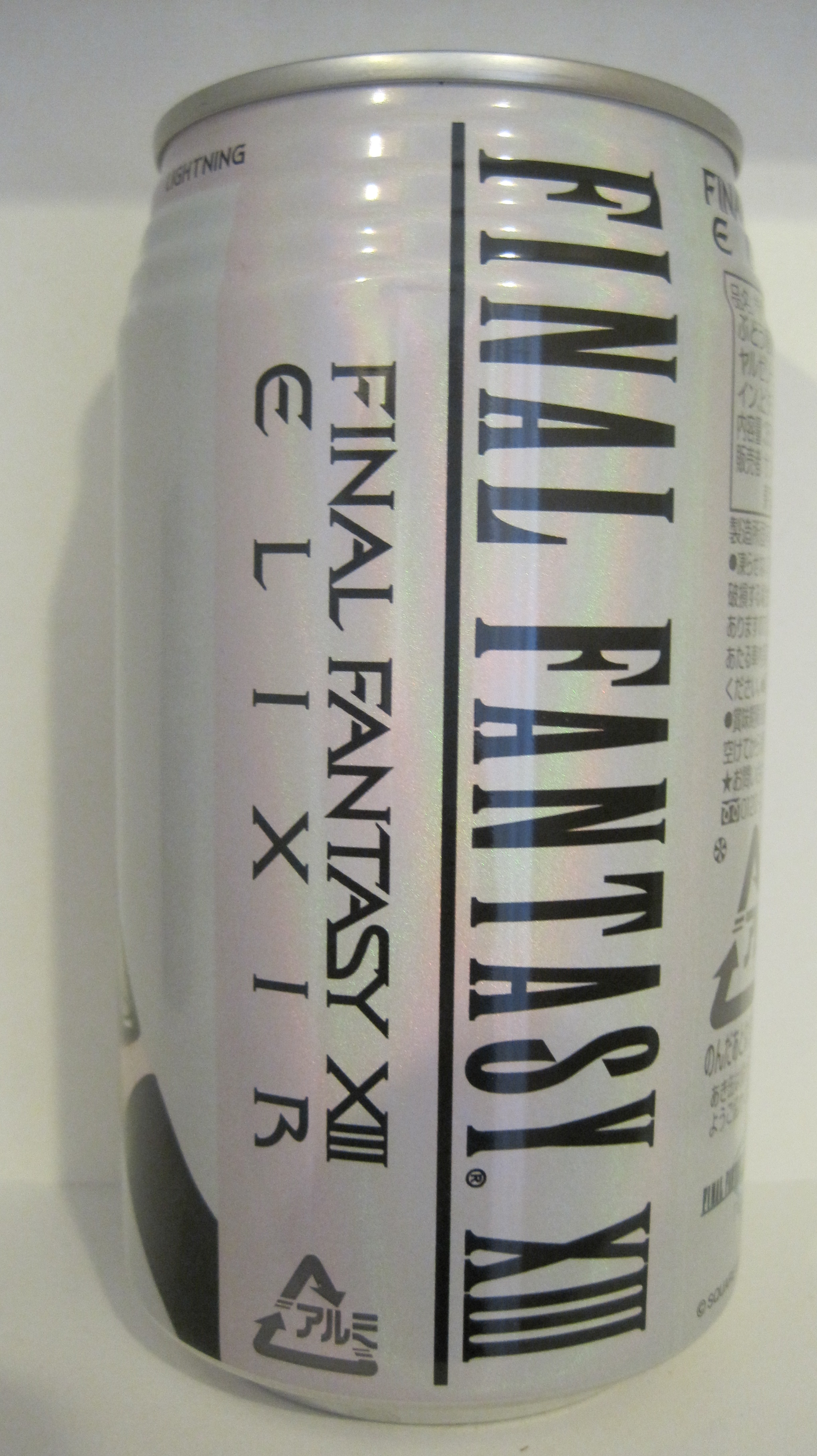
Банка «Еліксиру» — супутнього до гри товару

У Японії гра була випущена 17 грудня 2009 року, в Північній Америці, Європі та Австралії — 9 березня 2010-го. Японський реліз супроводжувався поширенням «Еліксиру», газованого напою, випущеного спеціально для цієї події японським виробником алкогольних напоїв Suntory. Того ж дня Final Fantasy XIII на безкоштовних засадах з'явилася в соціальній мережі PlayStation Home, користувачам стали доступними відповідні костюми і меблі. У різних регіонах обмеженим тиражем випускалися спеціальні версії гри, в комплектації з консоллю і іншими супутніми товарами. Так, японську версію можна було придбати разом з унікальною PlayStation 3 білого кольору, на якій рожевим обрисом зображена Блискавка, в той час як на Заході продавалася приставка Xbox 360 з сріблястим гравіюванням і логотипом тринадцятої частини на жорсткому диску. Деякі магазини в Європі, Північній Америці та Австралії продавали Xbox з унікальним дизайном корпусу авторства Тецуо Номура. Жителі PAL- регіону, крім того, мали можливість стати власниками колекційного видання з наданим збіркою вибраних композицій саундтреку Final Fantasy XIII Original Sound Selection і книгою The World of Final Fantasy XIII, де зібрані всі концептуальні малюнки, переведені в тривимірну графіку зображення персонажів та інші пов'язані з виробництвом матеріали.
Компанія опублікувала три книги із серії Ultimania: 28 січня 2010 року з'явлася Final Fantasy XIII Scenario Ultimania і Final Fantasy XIII Battle Ultimania, 30 вересня до них додалася Final Fantasy XIII Ultimania Ω. Перша описує, насамперед, сценарій, персонажів, різні локації Кокона і Пульсу, містить інтерв'ю з розробниками щодо світобудови Final Fantasy XIII. Друга є докладним аналізом геймплею, зокрема, бойової системи з усіма її компонентами. Випущена пізніше Ultimania Ω включає інтерв'ю з акторами озвучування, повний опис сюжету, ілюстрації і начерки дизайнерів гри, а також детальне керівництво з проходження.
Якщо жителі західних регіонів могли вибирати між версіями для PlayStation 3 і Xbox 360, то на азійських територіях гра видавалася ексклюзивно для PlayStation 3. Final Fantasy XIII стала першою номерний частиною серії, яка офіційно вийшла китайською мовою. Міжнародна версія для Xbox 360, яка отримала назву Final Fantasy XIII Ultimate Hits International, була випущена в Японії тільки 16 грудня 2010: вона включає можливість вибору спрощеного режиму і англійське озвучення персонажів. Також туди додані бонусний буклет Final Fantasy XIII Corridor of Memory з описом видаленого з остаточної версії контенту і новела-епілог Final Fantasy XIII Episode I, що описує події після завершення гри і по суті є прологом до Final Fantasy XIII-2.

## Оцінки й відгуки
| Агрегатор    | Оцінка                                                                    |
| ------------ | ------------------------------------------------------------------------- |
| GameRankings | PS3: 84 % (62 reviews) X360: 82 % (39 reviews) PC: 55 % (3 reviews)       |
| Metacritic   | PS3: 83/100 (83 reviews) X360: 82/100 (54 reviews) PC: 65/100 (6 reviews) |

| Видання                            | Оцінка  |
| ---------------------------------- | ------- |
| 1Up.com                            | A−      |
| Computer and Video Games           | 9.2/10  |
| Edge                               | 5/10    |
| Eurogamer                          | 8/10    |
| Famitsu                            | 39/40   |
| Game Informer                      | 9.25/10 |
| GameSpot                           | 8.5/10  |
| GameSpy                            | 4.5/5   |
| IGN                                | 8.9/10  |
| PlayStation Official Magazine — UK | 9/10    |
| Play                               | 7.9/10  |

За перший день після релізу в Японії було продано більше мільйона копій Final Fantasy XIII, а до кінця 2009 року продажі склали 1,7 млн. Представники Square Enix очікували такого високого попиту на гру, тому вже до дня запуску заготували 2 млн примірників. У Північній Америці продажі перевищили мільйон копій через місяць після випуску, в березні 2010-го компанія у своєму щорічному звіті назвала реалізацію тринадцятої частини найшвидшою за всю історію серії. У квітні того ж року американські продажі версій для PlayStation 3 і Xbox 360 досягли 0,8 і 0,5 млн відповідно. Станом на 18 травня 2010 року, світові продажі гри складали 5,5 млн копій.
Першим японським виданням, яке оцінило Final Fantasy XIII, став журнал Famitsu, який дав їй 39 балів з 40 можливих. Наступний огляд в журналі Dengeki PlayStation позитивно охарактеризував бойову систему, назвавши битви найбільш захоплюючими серед всіх інших ігор серії і відзначивши також, що тринадцята частина заслуговує оцінку в 120 балів, бо «максимуму в 100 балів для неї явно недостатньо». Згідно з відкритим голосуванням читачів Dengeki, Final Fantasy XIII була визнана другою найкращою грою 2009 року, поступившись першим місцем лише Dragon Quest IX: Sentinels of the Starry Skies. У січні 2010 року читачі Famitsu визнали її найкращою грою всіх часів, в тому ж році вона номінувалася на премію Spike Video Game Awards в категорії «Найкраща рольова гра», але в кінцевому рахунку нагороду віддали Mass Effect 2.
Практично всі критики зійшлися на думці, що найсильнішою стороною гри є графіка. Так, оглядач журналу Edge зазначив небувалу барвистість і яскравість візуального виконання Кокона: «Це один з тих сетингів, які змушують вас спостерігати за подіями з відкритим ротом». Портал GameSpot назвав художній дизайн «дивовижним». Судячи з рецензії «Игромании», графікою гра перевершує випущену приблизно в той же час Heavy Rain, причому її сила полягає не тільки в деталізації об'єктів, але і в художньому оформленні навколишнього світу: «Кожна локація, кожна сценка з жахливою силою тисне на почуття прекрасного: замерзле озеро, тропічний пляж в променях західного сонця, величний ліс, де крізь листя пробиваються промені світла… Анімація і міміка персонажів — взагалі найкращі на сьогоднішній день». Загальної похвали удостоїлися та анімаційні вставки, виконані настільки якісно, що переходи між ними і геймплейні сцени майже не помітні. Багато хвалили саундтрек авторства Масаші Хамаудзу, згідно з реплікою журналу Wired, він цілком складається « з чіпляючих хуків і розбурхуючих кров бойових мелодій».
Бойова система удостоїлася в основному втішних відгуків, відзначалася зросла швидкість перебігу битв і пов'язана з цим видовищність. В огляді Edge написали, що вона поєднує вдалі знахідки попередніх ігор жанру, являючи собою певний підсумок на основі багаторічного досвіду. Рецензія на 1UP.com зробила висновок: «Незважаючи на той факт, що дві третини групи перебувають під контролем штучного інтелекту, битви тут, можливо, найзахопливіші порівняно з усіма іншими частинами серії». Сюжет отримав змішані відгуки, в статті Wired зазначається, що він став « трохи більш людяним і менш езотеричним». На думку критика 1UP.com, сценарій навряд чи можна назвати роботою світового рівня, однак авторам все-таки вдалося досягти наміченої мети і піти при цьому від кліше, що набили оскому. Відносно персонажів оглядачі відзначали, що вони добре поєднуються один з одним, наприклад, позитивну оцінку їм дає «Країна Ігор»: «Історію стоїчної войовниці, безладного веселуна, хлопчика-скиглія, кокетливої дівчинки і навченої життєвим досвідом наставниці подають на рідкість вдало, поступово додаючи нові штрихи до портретів персонажів і перетворюючи їх з досить типових, якщо не сказати шаблонних, образів у таких героїв, яким хочеться співпереживати». Незважаючи на це, пропрацьованість діалогів між дійовими особами в деяких місцях все-таки могла б бути кращою.
Оглядачі похвалили прагнення розробників Square Enix запровадити до серії Final Fantasy щось нове, хоча багато піддали різкій критиці зайву лінійність подій, особливо в перших десяти главах, що в Коконі. Серед негативних рис гри, крім того, часто згадуються відсутність доступних для дослідження міст і недолік взаємодії з неігровими персонажами. Наприклад, журнал GamePro описав весь ігровий процес як «нескінченний біг по довгому прямолінійному коридору, зрідка перериваний кат-сценами і битвами», а в 1UP.com надмірну лінійність назвали «головним недоглядом геймплею». Ігрові видання знижували оцінки Final Fantasy XIII виключно за цих недоліків, причому оглядач Edge поставив грі п'ять балів з десяти тільки лише через лінійність.
Деякі видання, такі як GamesRadar і Computer and Video Games, тим не менш, поставилися до лінійності позитивно. Перший зазначив, що «прямолінійна, сконцентрована структура виключає всі виснажливі елементи і, не упускаючи нічого з уваги, допомагає сфокусуватися на головному», тоді як на думку другого, це «розумне рішення, завдяки якому гравець звільняється від нудної і постійно повторюваної необхідності зупиняти розвиток сюжету заради розвитку персонажів». Багато критикували обов'язок кожного разу призначати лідера команди, в разі смерті якого гра відразу ж закінчується. Негативні рецензії висловлювали невдоволення недостатньою присутністю в грі просторого Пульсу, який з'являється тільки в одинадцятому розділі, в той час як більша частина подій відбувається всередині монотонного лінійного Кокона. У Edge заявили, що розробники приділили Пульс недостатньо уваги, грі явно не вистачає таких відкритих локацій, де можна було б вільно подорожувати, виконуючи сторонні завдання, і просто насолоджуватися краєвидами.
Після релізу режисер Мотому Торіяма пояснив низькі оцінки деяких авторитетних оглядачів тією обставиною, що вони дивляться на гру крізь призму західних рольових традицій. Американські та європейські гравці, за його словами, звикли до відкритого для дослідження світу, і це подання в корені розходиться з тією концепцією, яку команда розробників задумала для свого проекту. «Це немислимо важко, розповісти інтригуючу історію, одночасно з цим даючи гравцеві більшу свободу у виборі дій», — зазначив він. Пізніше, в липні 2011 року, Торіяма і Кітасе визнали, що практично всі скарги гравців були пов'язані з лінійністю, недостатьою взаємодією з навколишнім світом, а також з відсутністю просторих міст і другорядних квестів. Крім цього, вони визнали помилкою розтягнутий час на ознайомлення з усіма елементами геймплею, бо багатьом гравцям не сподобалося, що практично протягом всього проходження їх вчать як потрібно грати. Президент Square Enix Йоіті Вада, на запитання сайту Gamasutra про неоднозначні реакції фанатів, відповів, що компанія намагається зараз визначитися з напрямком, в якому слід рухатися серії Final Fantasy: «Чи повинна вона стати чимось принципово новим або не повинна? У покупців різні думки щодо цього. Дуже важко вибрати один єдиний правильний шлях».